# 假桫欏
假桫欏（学名：Blechnum fraseri）为烏毛蕨科烏毛蕨屬下的一个种。